# Acrumena massiliensis
Acrumena massiliensis is een platworm (Platyhelminthes). De worm is tweeslachtig. De soort leeft in het zoute water.
Het geslacht Acrumena, waarin de platworm wordt geplaatst, wordt tot de familie Acrumenidae gerekend. De wetenschappelijke naam van de soort werd voor het eerst geldig gepubliceerd in 1965 door Brunet.